# برق‌ریسی مذاب

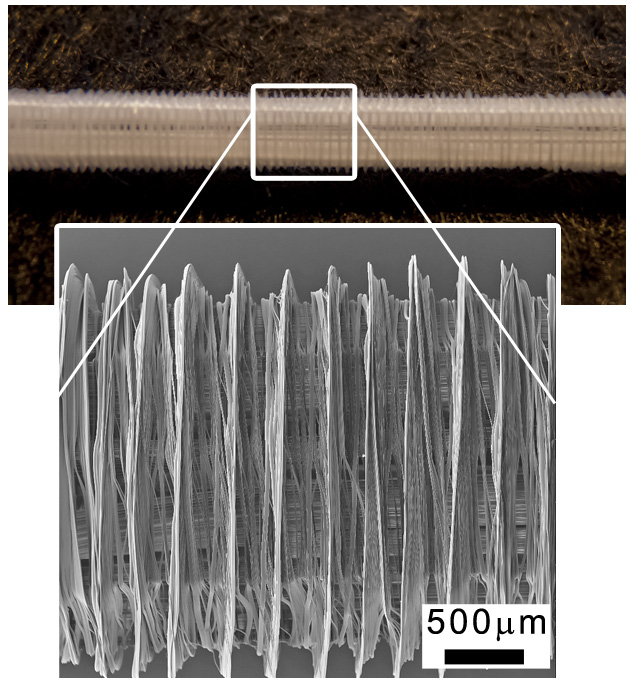
یک لوله متخلخل پلی (کاپرولاکتون) چاپ سه بعدی که برای کاربردهای مهندسی بافت با استفاده از الکتروریسی مذاب ساخته شده است.

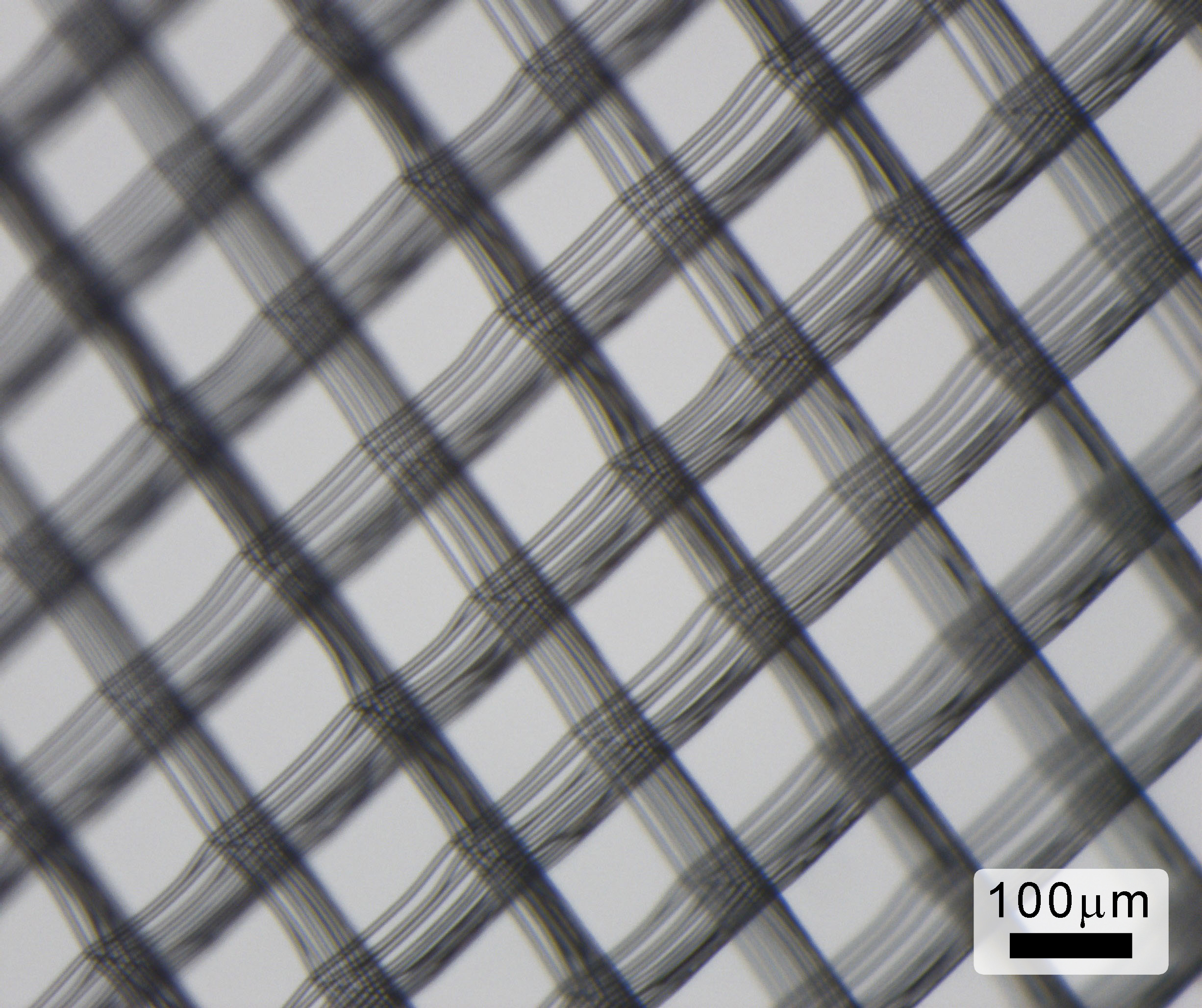
یک داربست پلی کاپرولاکتون که از طریق الکتروریسی مذاب تولید می شود

الکتروریسی مذاب یک تکنیک پردازش برای تولید ساختارهای رشته‌ ای از مذاب های پلیمری برای کاربردهایی است که شامل مهندسی بافت ، پارچه و صافش می شود. به طور کلی، الکتروریسی را می توان با استفاده از مذاب های پلیمری یا محلول های پلیمری انجام داد. با این حال، الکتروریسی مذاب از این جهت متمایز است که مجموعه رشته می تواند بسیار متمرکز باشد. در ترکیب با جمع کننده‌های متحرک، الکتروریسی مذاب راهی برای انجام چاپ سه بعدی است. روش الکتروریسی مذاب به دلیل نبود حلال و مشکلات سمیت حاصل از آن طی فرایند الکتروریسی، به طور گسترده برای کاربرد در حوزه‌ های پیشرفته، از جمله سلول‌ های خورشیدی، زیست‌ فناوری، محیط زیست و دفاعی مورد توجه قرار گرفته است.

## تاریخچه
الکتروریسی در چند دهه گذشته به سرعت پیشرفت کرده است به عنوان یک روش آسان و همه کاره برای ساخت الیاف با قطرهای مختلف از میکرومتر تا ده ها نانومتر که مورفولوژی های منحصر به فرد و پیچیده ای را ارائه می دهد. اولین توصیف از الکتروریسی مذاب توسط چارلز نورتون در یک حق اختراع تایید شده در سال 1936 بود. پس از اولین کشف، تا سال 1981 الکتروریسی مذاب به عنوان بخشی از یک سری سه مقاله ای توصیف می شد.  چکیده جلسه ای در مورد الکتروریسی مذاب در خلاء توسط Reneker و Rangkupan بیست سال بعد در سال 2001 منتشر شد  پس از این انتشار علمی در سال 2001، مقالاتی به طور منظم در مورد الکتروریسی مذاب، از جمله ارزیابی هایی مربوط به این موضوع، وجود داشته است.  در سال 2011، الکتروریسی مذاب ترکیب شده با یک مبدل جمع کننده ترجمه به عنوان کلاس جدیدی از چاپ سه بعدی پیشنهاد شد. 

## اصول
در اين فرآيند پليمر مورد نظر را تا دماي بالاي نقطه ذوب گرم مي‌كنند تا به صورت مذاب درآمده و سپس از طريق نازل، اكسترود و پاشيده شود. دراين روش بعد از پاشش الياف، از سرد كردن براي تبديل آن به فرم جامد استفاده مي‌كنند. در این روش نازل را می توان به انواع شکل های هندسی (گرد، مربع، چند ضلعي و …) طراحي كرد.همان فیزیک کشیدن رشته الکترواستاتیک در مورد الکتروریسی مذاب نیز صدق می کند. آنچه متفاوت است خواص فیزیکی مذاب پلیمری در مقایسه با محلول پلیمری است. هنگام مقایسه مذاب های پلیمری و محلول های پلیمری، مذاب های پلیمری معمولاً چسبناک تر از محلول های پلیمری هستند و جت های الکتریسیته کشیده گزارش شده است.  جت الکتریسیته مذاب نیز برای جامد شدن نیاز به خنک شدن دارد، در حالی که الکتروریسی محلول به تبخیر متکی است. در حالی که الکتروریسی مذاب معمولاً منجر به الیاف با قطر میکرون می شود، مسیر جت برق دار در الکتروریسی مذاب قابل پیش بینی است. 

## مولفه ها

### دما
حداقل دما برای اطمینان از پلیمر مذاب، تا نوک تارریس مورد نیاز است. تارریس‌ها در مقایسه با برق‌ ریسی محلول، طول نسبتا کوتاهی دارند.

### دبی
مهمترین مشخصه برای کنترل قطر الیاف، دبی ورودی پلیمر به شبکه تار ریسی است - به طور کلی، هر چه سرعت جریان بیشتر باشد، قطر الیاف نیز بزرگتر است. در حالتی که نرخ جریان گزارش شده کم باشد، تمام سیال الکتروریسی شده جمع آوری می گردد، برخلاف برق ریسی محلول که در آن بخش بزرگی از حلال تبخیر می گردد.

### وزن مولکولی
وزن مولکولی از آنجایی مهم است که آیا پلیمر می تواند ذوب برق ریسی شود. برای پلیمرهای همگن خطی، وزن مولکولی کم (زیر 30000 گرم بر مول) می تواند منجر به شکستگی و بی کیفیتی الیاف شود.  برای وزن‌های مولکولی بالا (بیشتر از 100000 گرم بر مول)، پلیمر به سختی می تواند از طریق تارریس‌ها عبور کند. بسیاری از الیاف الکتروریسی شده مذاب گزارش شده وزن مولکولی در محدوده 40000 تا 80000 گرم در مول  اختیار کرده یا ترکیبی از پلیمرهای با وزن مولکولی کم و زیاد هستند. 

### ولتاژ
تغییر دادن ولتاژ تأثیر زیادی بر قطر رشته به دست آمده نمی‌گذارد، با این حال گزارش شده است که برای ساخت الیاف با کیفیت و سازگار به یک مقدار ولتاژ بهینه نیاز است. ولتاژهای کمتر از 0.7kV تا 60kV برای الکتروریسی مذاب استفاده شده است.  
ماشین های برق ریسی مذاب مختلفی ساخته شده اند که برخی به صورت عمودی و برخی به صورت افقی سوار شده اند. شیوه گرم کردن پلیمر متفاوت است و از جمله این روش ها می توان به بخاری های الکتریکی، هوای گرم و بخاری های گردشی اشاره کرد.  یکی از روش‌های الکتروریسی مذاب، هل دادن یک رشته پلیمری جامد به درون لیزر است که ذوب شده و الکتروریسی انجام می‌شود.

## پلیمرها
پلیمرهایی که دارای نقطه ذوب یا دمای انتقال شیشه ای (Tg) هستند برای برق‌ریسی مذاب مورد نیاز هستند( البته به استثنای پلیمر گرماسخت (مانند باکلیت ) و پلیمرهای استخراج شده بیولوژیکی (مانند کلاژن ) ). پلیمرهای مذاب الکتروریسی شده تاکنون عبارتند از:
1. پلی کاپرولاکتون [۵] [۱۳]
2. پلی لاکتیک اسید [۱۴]
3. پلی (لاکتید-کو-گلیکولید) [۱۵]
4. پلی (متیل متاکریلات) [۱۶] [۱۷]
5. پلی پروپیلن [۲] [۷]
6. پلی اتیلن [۱۲]
7. پلی (کاپرولاکتون-بلوک-اتیلن گلیکول) [۹]
8. پلی اورتان [۱۸]

این پلیمرهایی که در بالا آمده اند نمونه هایی از پلیمرهای پرکاربرد هستند و فهرست جامع تری را می توان در جاهای دیگر پیدا کرد. 

## کاربرد
کاربردهای بالقوه الکتروریسی مذاب مشابه الکتروریسی محلول است. عدم استفاده از حلال ها برای پردازش یک پلیمر به کاربردهای مهندسی بافت که حلال ها اغلب سمی هستند کمک کرده و همچنین در سلول‌ های خورشیدی، زیست‌ فناوری، محیط زیست و دفاعی مورد توجه قرار گرفته است. . علاوه بر این، برخی از پلیمرها مانند پلی پروپیلن یا پلی اتیلن به راحتی حل نمی شوند، بنابراین الکتروریسی مذاب یکی از روش های الکتروریسی برای تولید الیاف است.

### مهندسی بافت
برق‌ریسی مذاب برای پردازش مواد زیست پزشکی برای تحقیقات مهندسی بافت استفاده می شود. حلال های فرار اغلب سمی می باشند، بنابراین در این روش اجتناب از حلال ها مزایایی در این حوزه دارد. الیاف برق‌ریسی شده مذاب به عنوان بخشی از یک " داربست بافت دووجهی" مورد استفاده قرار گرفت، به شکلی که هر دو الیاف در مقیاس میکرون و مقیاس نانو به طور همزمان رسوب کردند.  داربست های ساخته شده از طریق برق‌ریسی مذاب می توانند به طور کامل با سلول ها نفوذ کنند که به نوبه خود شبکه برون سلولی را در داربست تولید می کنند. 

### تحویل دارو
برق‌ریسی مذاب همچنین قادر به فرموله کردن الیاف حاوی دارو برای تحویل دارو است. این یک تکنیک فرمولاسیون جدید امیدوارکننده در زمینه فناوری دارویی برای تهیه پراکندگی های جامد آمورف یا محلول های جامد با انحلال دارویی تقویت شده یا کنترل شده است زیرا می تواند مزایای اکستروژن مذاب (به عنوان مثال بدون حلال، آمورفیزاسیون موثر، فرآیند مداوم) و حلال را ترکیب کند. الکتروریسی مبتنی بر (افزایش سطح).   

### ریسندگی الکتروریسی مذاب
جریان سریع مذاب الکتریسیته ایجاد شده از طریق برق‌ریسی مذاب مسیر قابل پیش بینی تری دارد و الیاف پلیمری را می توان با دقت بر روی جمع کننده رسوب داد. هنگامی که جمع کننده با سرعت کافی حرکت می کند (که به آن سرعت انتقال بحرانی می گویند)، الیاف برق‌ریسی مذاب مستقیم  را می توان در رویکرد لایه به لایه رسوب داد. این امر امکان ساخت سازه های پیچیده و منظم را فراهم می کند.  از این نظر می توان ریسندگی برق‌ریسی مذاب (MEW) را به عنوان یکی از روش‌ها و متدهای چاپ سه بعدی در نظر گرفت. ریسندگی الکتروریسی مذاب با استفاده از یک سطح صاف مبدل یا یک سیلندر/قالب دوار انجام شده است.  بسیاری از پلیمرهایی که می‌توانند با الکتروریسی ذوب شوند را می‌توان با این فرض ریسندگی کرد که شاخص‌ها می‌توانند به گونه‌ای تنظیم شوند که یک جریان سریع پایدار تولید کنند. همچنین نشان داده شده است که پلیمرهای پیزوالکتریک مانند پلی وینیلیدین دی فلوراید (PVDF) از طریق MEW قابل عمل آوری هستند و کاربردهای بالقوه ای را در سنسورهای چاپ سه بعدی، روباتیک نرم و کاربردهای بیشتر در ساخت زیستی باز می کنند. 